# Almatská oblast
Almatská oblast (kazašsky Алматы облысы, rusky Алматинская область) je oblast na jihovýchodě Kazachstánu. Byla založena 10. března 1932 v rámci Kazašské ASSR jako Almaatská oblast. V roce 1992 byla v rámci nezávislého Kazachstánu přejmenována na Almatinskou oblast. Má rozlohu 224 000 km². Má 1 559 600 obyvatel a je rozdělena na 16 administrativních okresů. Hlavním městem je Taldykorgan.

## Poloha
Oblast hraničí se třemi oblastmi Kazachstánu (Východokazašskou na severu, Karagandskou na severozápadě a Žambylskou na západě), dvěma oblastmi Kyrgyzstánu (Čujskou na jihozápadě a Issykkulskou na jihovýchodě) a autonomní oblastí Číny Sin-ťiang. Na území oblasti se nachází samosprávné město Almaty.

## Horopis
Oblast leží mezi hřbety severního Ťan-šanu na jihu a jezery Balchaš a Alakol na severu. Středem oblasti protéká řeka Ili. Severovýchodní část vyplňuje mírně nakloněná rovina Sedmiříčí (Přibalchaší) v nadmořské výšce 300 až 600 m). Ta je přerušována suchými koryty s masívy pásových i nezpevněných písků (Sary-Išikotrau, Taukum, Ljukkum, Žamankum, Moinkum). Jihozápadní část oblasti vyplňují horské hřbety s výškami do 5 000 m (Ketmeň, Zailijský Alatau a severní výběžky Kungej-Alatau). Na východě a jihovýchodě je Džungarský Alatau (do 4 442 m). Mezi Džungarským Alatau a hřbetem Barlyk se nachází horský přechod Džungarská brána. Ze severu jsou hřbety obklopeny předhůřím a úzkou podhorskou rovinou. Celá jižní část je vysoce seismicky aktivní.

## Klima
V severní rovině je ryze kontinentální klima. Zima je relativně chladná a léto horké, na východě suché. Průměrná teplota v lednu -9 až -10 °С (na severovýchodě -5 °С a na jihovýchodě 0 °С) a v červenci 24 až 25 °С (na jihovýchodě 27 °С). Množství srážek za rok je 110 až 128 mm v severní rovině. V předhůří hor je klima mírnější. Množství srážek za rok je do 500 až 600 mm a v horách 700 až 1 000 mm s maximem na jaře. V horách jsou výrazná vertikální klimatická pásma.

## Vodní zdroje
Sever a severozápad téměř postrádají povrchové toky s výjimkou řeky Ili, která vytváří velmi rozvinutou bažinatou deltu a ústí do západní části jezera Balchaš. V jihozápadní podhorské části je říční síť relativně hustá. Většina řek (Kurty, Kaskelen, Talgar, Issyk, Turgen, Čilik a Čarš) pramení v horách a většinou nedotéká do řeky Ili. Řeky se ztrácejí v píscích nebo jsou spotřebovány na zavlažování. Ve východní části tečou kromě Ili větší řeky Karatal (s přítoky Koksu a Biže), Aksu a Lepsy, které ústí do Balchaše a řeka Bijon, která se ztrácí v píscích. Dále zde tečou pravé přítoky Ili (Usek a Chorgos) a Tentek tekoucí směrem k Alakolským jezerům. Všechny jsou využívané na zavlažování a částečně jako zdroje hydroenergie. Mají ledovcovo-sněhový zdroj vody a všechny náleží k bezodtokému povodí Balchašského jezera a Alakolských jezer. Větší jezera oblasti jsou Balchaš (slaná východní část), slaná jezera Alakol a Žalanaškol a sladkovodní jezera Sasykkol a Ujaly. V jihozápadních horách je mnoho sladkovodních jezer (Velké Almaatské jezero) a minerálních pramenů (Alma-Arasan, Arasan-Kanal, Ojsaz).

## Půdy a flóra
Půdní a rostlinná skladba oblasti je různorodá. Pouště a polopouště v rovinách jsou pokryty pelyňkovo-slaniskovým porostem s porosty saksaulu. Na jaře jsou charakteristické efemery a efemeroidy na hlinitých hnědozemích. Místy se nacházejí takyry a slaniska. Na bažinatém pobřeží Balchaše a v deltě a dolině Ili jsou porosty rákosu a čije, luční a halofytní rostlinstvo. Občas se vyskytují lesíky z vrb a keřů na naplavených a lučních půdách a slaniscích. U řek a jezer na východě se vyskytují lesíky z topolů a tamaryšků. V horách jsou výrazná výšková pásma. Od výšky 600 m se polopoušť mění na pásmo suchých pelyňkovo-kavylovo-ostřicových stepí na kaštanových půdách. Ve výškách 800 až 1 700 m jsou louky na černozemních horských půdách a listnaté lesy parkového typu (osika, bříza, jabloň). Ve výšce 1 500 až 1 700 m je pás subalpských luk spolu s jehličnatými lesy (ťanšanský smrk, jedle, cypřiše) na horských lučních půdách. Nad 2 800 m jsou nízkotravnaté alpské louky a keře na horských půdách.

## Fauna
V pouštích je mnoho hlodavců (pískomilové, hraboši, zajíci tolajové), sudokopytníků (gazela perská, srny v lesících, sajga tatarská. Ze šelem zde žijí vlci, lišky a jezevci a z ptáků dropi. Z plazů zde žijí hadi, želvy (i stepní), ještěrky a z bezobratlých sekáči a snovačka jedovatá. V horách žijí také ze sudokopytníků kozorozi, argali a jeleni a ze šelem rysi, medvědi a sněžní levharti a z ptáků orebice horská. V deltě Ili žijí divočáci, bažanti a aklimatiovala se zde ondatra. Na jezerech je mnoho vodních ptáků (kachny, husy, labutě). V jezerech a řece Ili žijou ryby (okouni, marinky, kapři, cejni, jeseteři). V Zailijském Alatau byla vytvořena Almaatská rezervace.